# Parafia św. Restytuta i Niepokalanego Poczęcia Najświętszej Maryi Panny w Rzeczniowie
Parafia Świętego Restytuta i Niepokalanego Poczęcia Najświętszej Maryi Panny w Rzeczniowie – jedna z 10 parafii rzymskokatolickich dekanatu sienneńskiego diecezji radomskiej.

## Historia
Istniał tu pierwotny drewniany kościół filialny parafii Sienno. Parafia erygowana została ok. 1590 i wtedy nowy kościół drewniany wzniósł Jan Skaryszewski, dziedzic Rzeczniowa. Obecny kościół pw. św. Restytuta i Niepokalanego Poczęcia NMP zbudowany został w końcu XVII w. W świątyni na uwagę zsaługuje okazałe epitafium Jadwigi Korduli z Łochockich Małachowskiej, małżonki hr. Piotra Małachowskiego. Gruntowana restauracja nastąpiła w połowie XVIII w., w 1850 i w 1985. Jest budowlą orientowaną, o charakterze barokowym częściowo zatraconym, zbudowany jest z piaskowca.   

## Zasięg parafii
Do parafii należą wierni z miejscowości: Grechów, Jelanka, Kotłowacz, Pawliczka, Rzeczniów, Rzeczniów-Kolonia, Rzeczniówek, Wincentów. 

## Proboszczowie
- 1932–1948 – ks. Władysław Grzebalski
- 1948–1957 – ks. Piotr Nowak
- 1957–1969 – ks. Władysław Kuśnierczyk
- 1969–1977 – ks. Tadeusz Jędra
- 1977–1985 – ks. Jan Szczodry
- 1985–1996 – ks. Kazimierz Mral
- 1996–2010 – ks. kan. Adam Kuc
- od 2010 – ks. Sylwester Chodyra